# Aulacoserica subopaca
Aulacoserica subopaca är en skalbaggsart som beskrevs av Louis Burgeon 1943. Aulacoserica subopaca ingår i släktet Aulacoserica och familjen Melolonthidae. Inga underarter finns listade.